# Aseraggodes pelvicus
Aseraggodes pelvicus is een  straalvinnige vissensoort uit de familie van eigenlijke tongen (Soleidae). De wetenschappelijke naam van de soort is voor het eerst geldig gepubliceerd in 2005 door Randall.